# スエズ運河庁

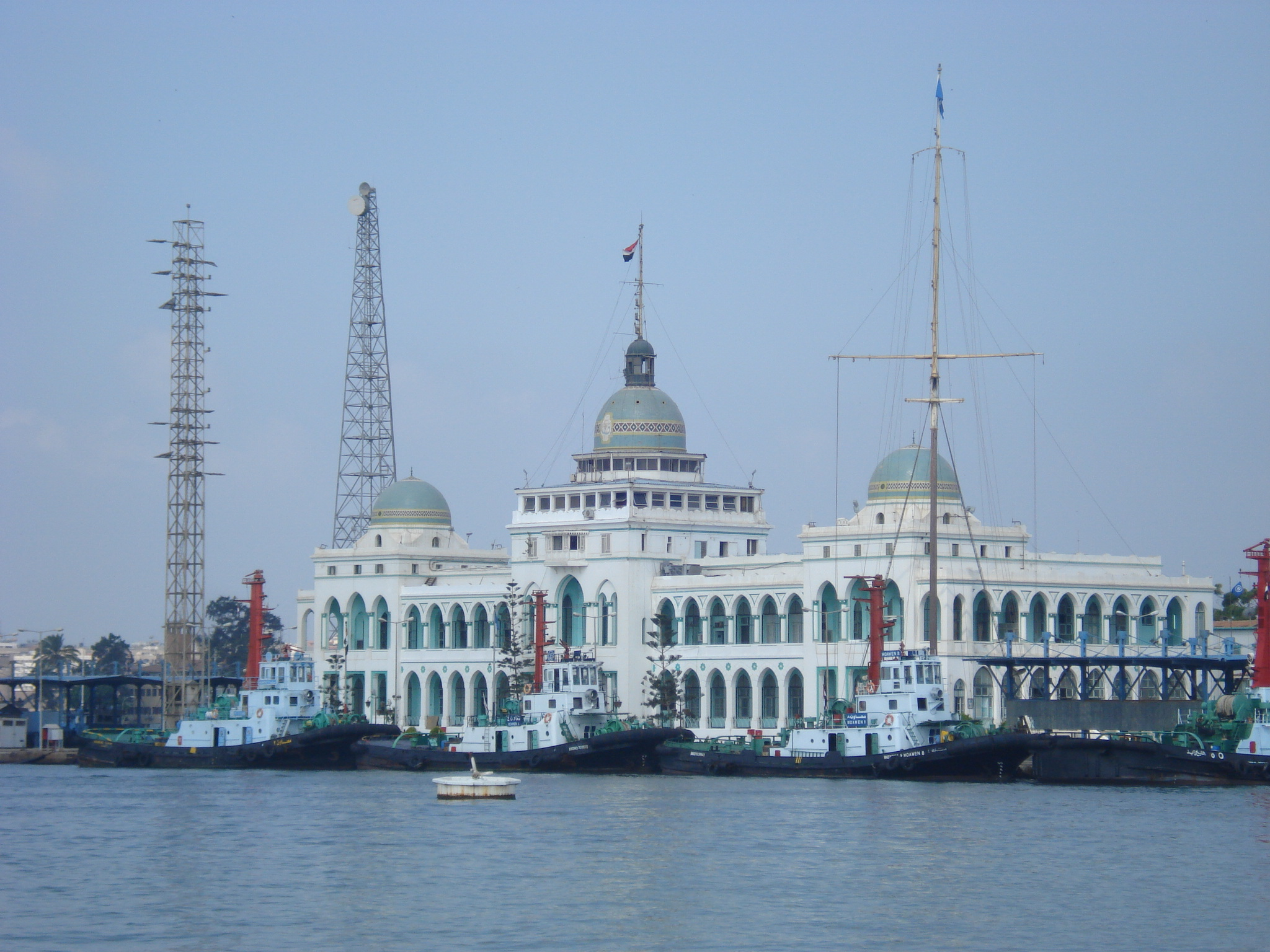
博物館化が計画されているポートサイドのスエズ運河庁庁舎

スエズ運河庁（すえずうんがちょう、アラビア語: هيئة قناة السويس、英語: Suez Canal Authority、他の訳例としてスエズ運河公社、スエズ運河局）は、1956年7月26日に設立されたスエズ運河の運営を行うエジプトの国家機関（独立法人）。傘下にスエズ造船所、ティムサ造船などを有する。本部はイスマイリアに置かれている。
スエズ運河国有化に伴う設立当初は商務省の傘下であったが、経営判断は1998年に首相の認可事項となり、報告先も首相となった。
エジプトの国家予算において、税収以外の収入源としては最大規模のものとされている。
スエズ運河以外に隣接道路、横断路線（フェリー航路、アハメド・ハムディ・トンネル）、ナイル造船所、養蚕、水道も運営している。